# Glyphocarpus marionensis
Glyphocarpus marionensis là một loài rêu trong họ Bartramiaceae. Loài này được Mitt. Paris mô tả khoa học đầu tiên năm 1896.